# الشرف، إب
الشرف هي إحدى قرى الجمهورية اليمنية. وهي تتبع جغرافيًا لمحافظة إب. وإداريًا لمديرية العدين. يبلغ تعداد سكانها 1588 نسمة حسب الإحصاء الذي جرى عام 2004.